# Etenaken
Etenaken (en limbourgeois Eëtenake) est un hameau néerlandais situé dans la commune de Gulpen-Wittem, dans la province du Limbourg néerlandais.